# Ungheni (condado)
Ungheni foi um condado da Moldávia de 1998 a 2003. Sua população em 2003 era 260.300. Sua capital é a cidade de Ungheni.